# Río Eria
Río Eria är ett vattendrag i Spanien. Det ligger i den nordvästra delen av landet, 250 km nordväst om huvudstaden Madrid.